# Dom Bieszków
Dom Bieszków – zabytkowy dom wiejski w Gdyni. Mieści się w Chyloni przy ul. św. Mikołaja.
Zbudowany w 1914 roku z czerwonej cegły. Od początku istnienia należy do rodziny Bieszków. Charakterystycznym elementem obiektu jest zachowana stuletnia stolarka okienna. W 2011 roku budynek został wpisany do rejestru zabytków.